# Suaeda cinerea
Suaeda cinerea är en amarantväxtart som beskrevs av Philipp Johann Ferdinand Schur. Suaeda cinerea ingår i släktet saltörter, och familjen amarantväxter. Inga underarter finns listade i Catalogue of Life.